# Serra d'Enclar
Serra d'Enclar är en ås i Andorra. Den ligger i den västra delen av landet. Högsta toppen är Bony de la Pica, 2402 meter över havet. En annan topp är Pic d’Enclar.
I trakten runt Serra d'Enclar växer i huvudsak barrskog.